# Departamento de Saúde e Serviços Humanos dos Estados Unidos

Selo do DHHS.

O Departamento de Saúde e Serviços Humanos dos Estados Unidos (United States Department of Health and Human Services em inglês, frequentemente abreviado como HHS), é um departamento do governo dos Estados Unidos da América cuja missão é proteger a saúde de todos os estadunidenses e prover serviços humanos essenciais.

## Histórico
O departmento foi criado quando o presidente Jimmy Carter transformou em lei o Department of Education Organization Act (PL 96-88), em 17 de outubro de 1979. Ele dividiu o Departamento de Saúde, Educação e Bem-Estar (Department of Health, Education, and Welfare ou HEW, em inglês), o qual incluía o G.I. Bill e a Administração dos Veteranos no Departmento de Saúde e Serviços Humanos e no Departamento de Educação dos Estados Unidos da América. Ambos começaram a funcionar em 4 de maio de 1980. 
Em 2002, o departamento lançou o Healthy People 2010, uma iniciativa estratégica nacional para aprimorar a saúde dos americanos.